# Roupala pachypoda
Roupala pachypoda là một loài thực vật có hoa trong họ Quắn hoa. Loài này được Cuatrec. miêu tả khoa học đầu tiên năm 1950.